# Линднер, Густав
Густав Адольф Линдер (1 марта 1828, Рождяловице — 16 октября 1887, Винограды, Прага) — австрийский чешский учёный-педагог, один из крупнейших деятелей чешской педагогической науки XIX века.
Его отец был немцем, мать — чешкой. Отец владел пивоваренным заводом. Среднее образование получил в главной школе в Йичине, завершил его в академической гимназии в Праге. В 1844—1846 годах изучал философию и тогда же познакомился с идеями Гербарта. В 1846 году, следуя воле своей матери, поступил в католическую семинарию, но ушёл оттуда спустя год, поскольку подписал петицию в поддержку введения конституции. Затем поступил на юридический факультет Пражского университета, через год перейдя на изучение философии, математики и физики. Окончив университет, в 1850 году начал преподавать в звании профессора в средней школе. Позже преподавал в академической гимназии в Праге, затем в городе Рихнов-над-Кнежноу, затем в гимназии в Йичине, где вновь вступил в конфликт с церковными властями и влюбился в девушку, чья мать состояла в близких отношениях с местным священником. Священники в итоге добились с помощью австрийских властей его перевода в Целе (ныне территория Словении), где Линдер встретил свою будущую жену, с которой он прожил в этом городе 18 лет и имел в браке с ней 8 детей. В 1867 году смог получить докторскую степень, в 1869 году стал школьным инспектором в Целе, а в 1871 году благодаря помощи одного министра — вернуться в чешские земли. После возвращения стал сначала директором гимназии в Прахатице, затем директором педагогического института в городе Кутна-Гора, выступая в этот период с демократических и антиклерикальных позиций и с 1875 года будучи там же школьным инспектором, а в 1882 году стал первым чешским профессором педагогики, психологии и этики Пражского университета.
Известен работами в области психологии (учебник, статьи в чешском журнале «Osveta» и другое) и педагогики («Ušcobecne vychovatelstvi» и «Ušcobecne vyučovatelstvi», 1878).